# Grafomanija
Grafomaníja (iz grščine γραφειν — pisanje in μανία — norost) je obsesivno pisanje oz. rezultat takega pisanja. V psihološkem kontekstu je to pisanje dolgih nekoherentnih besedil. Termin je v začetku 19. stoletja začel uporabljati psihiater Esquirol in nato Eugen Bleuler. 
V slovenskem kontekstu je grafomanija oblika priložnostnega pesništva.

## Grafomanija Toneta Pretnarja
Na Slovenskem je na začetku osemdesetih let izraz uveljavil verzolog Tone Pretnar in z njim poimenoval svojo priložnostno verzifikacijo, ki se veže s konkretnimi dogodki in osebami. 
Grafomanija je firma, dobra in zanesljiva; dela za naročnika in zase. Izdelkov ne prodaja, tudi za pijačo ne, četudi je pijača zanjo dobra pogonska sila, včasih celo navdih. Grafomanija piše sebe s tem, da prepisuje površinski svet in takiste dogodke. Prav ji pridejo že narejene reči, kot trohejski osmerec ali metafora ... (Pretnar)
Grafomanijo določata avtorjeva humorna distanca do predmeta svojega pisanja in komentar.  Uporablja stalne verzne (jambski enajsterec, trohejski osmerec, kombiniran s sedmercem ipd.) in kitične oblike (sonet, limerik ipd.). 
Za grafomanijo so značilne metajezikovna citatnost, empirična citatnost, citatnost struktur, aluzije, izposoje in stilizacije. Tako pri prevzetih verznih in kitičnih vzorcih kakor tudi pri citatih prihaja do namernega kršenja pravilnosti oblike verza ali kitice oziroma prenosa citata v novo pomensko okolje, s čimer se distancira od poezije, iz katere črpa, in jo parodira.
Gre za trenutne domislice, napisane naenkrat in brez popravljanja na računu za zapitek, vabilu, razglednici, spominski knjigi. Namenjene so naslovniku, ki ga razberemo iz akrostiha, marsikdaj so napisane po naročilu, pogosto tudi iz želje po avtokomentarju. 
Ena od glavnih značilnosti Pretnarjevih grafomanij so komentarji, ki jih je pisal avtor sam, urednik ali pa naslovljenci pesmi, ki so bili vezani na določen dogodek, ki ga iz same tematike grafomanij velikokrat ni bilo mogoče razbrati. 

### Zgleda grafomanij
Zagovor grafomanije

Ko besed okroglih zmanjka,

oglasi se grafoman;

nič na svetu zanj ni zanka:

božič, god in rojstni dan.

Grafomani brez prestanka,

kdor s tem darom je obdan:

Barbari, Elizabeti,

ki ji rođen je Balkan,

po ukazu mora peti

Tone Pretnar, grafoman.
Grafomanova usoda

Samo pisalo sem imel in z njim

drevo sem --- mislim --- našel zase pravo.

Če stkal sem ga iz štirih norih rim,

bo kar dovolj za grafomansko slavo.

1. junija 1984, ko mi je Meta Kušar prodala Nietzschejevo Radostno znanost v srbohrvaščini in sem bravši to knjigo, ukradel in iz nje prikrojil po svoje štiri nore rime. Zraven je bil, ko sem knjigo kupoval, tudi g. urednik, ki mu je za ameriški lektorat Majda Kne nerekovala cene potrebnih in zanimivih knjig, ki bodo po posredovanju Marka Kranjca romale jeseni čez lužo. Dami sta slovenski pesnici in prijateljici urednika in grafomana, sicer pa knjigarnarici na Šubičevi ulici.